# Sun Fuming
Sun Fuming –en xinès, 孫福明– (Tieling, 14 d'abril de 1974) és una esportista xinesa que va competir en judo.
Va participar en dos Jocs Olímpics d'Estiu els anys 1996 i 2004, obtenint dues medalles: or a Atlanta 1996 i bronze a Atenes 2004. Als Jocs Asiàtics de 2002 va aconseguir una medalla d'or.
Va guanyar tres medalles al Campionat Mundial de Judo entre els anys 1995 i 2003, i una medalla al Campionat Asiàtic de Judo de 2000.

## Palmarès internacional
| Jocs Olímpics     | Jocs Olímpics           | Jocs Olímpics | Jocs Olímpics |
| Any               | Lloc                    | Medalla       | Categoria     |
| ----------------- | ----------------------- | ------------- | ------------- |
| 1996              | Atlanta ( Estats Units) | 1             | +72 kg        |
| 2004              | Atenes ( Grècia)        | 3             | +78 kg        |
| Campionat del món |                         |               |               |
| Any               | Lloc                    | Medalla       | Categoria     |
| 1995              | Chiba ( Japó)           | 2             | Oberta        |
| 1997              | París ( França)         | 3             | +72 kg        |
| 2003              | Osaka ( Japó)           | 1             | +78 kg        |
| Jocs Asiàtics     |                         |               |               |
| Any               | Lloc                    | Medalla       | Categoria     |
| 2002              | Busan ( Corea del Sud)  | 1             | +78 kg        |
| Campionat Asiàtic |                         |               |               |
| Any               | Lloc                    | Medalla       | Categoria     |
| 2000              | Osaka ( Japó)           | 1             | Oberta        |